# H-E-B Center
Ne doit pas être confondu avec H-E-B Park.
Le H-E-B Center at Cedar Park, dit H-E-B Center, appelé Cedar Park Center de 2009 à 2016, est une salle polyvalente de Cedar Park dans l'État du Texas aux États-Unis.

## Histoire
Sa construction débute en 2008. Elle ouvre en septembre 2009. Sa patinoire accueille les Stars du Texas de la Ligue américaine de hockey. Elle accueille également l'équipe de NBA Gatorade League des Spurs d'Austin.